# Vitellius

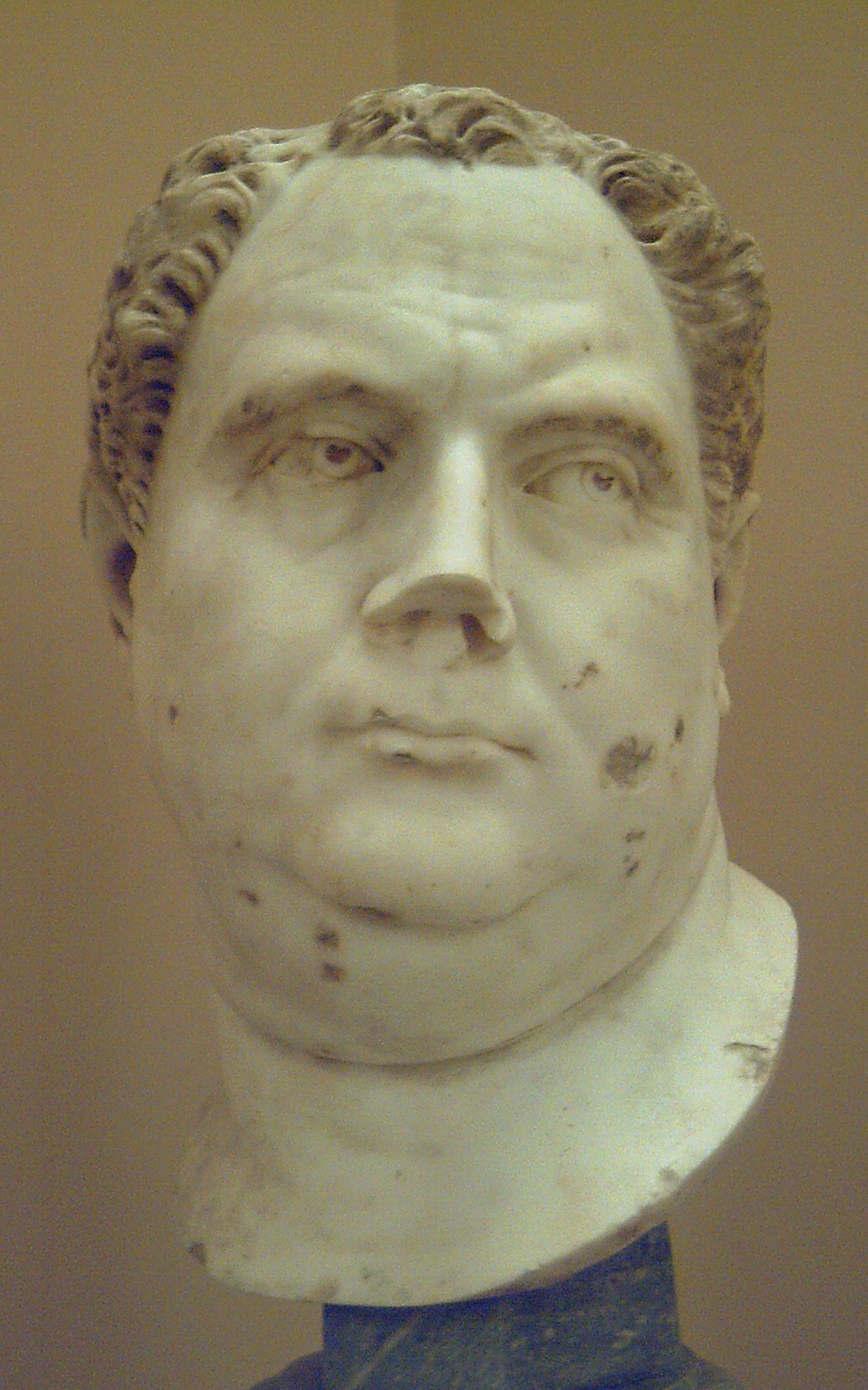
Vitellius, Kapitolinische Museen

Aulus Vitellius (7. oder 24. September 12 oder 15 n. Chr. in Lucera – 20. oder 21. Dezember 69 in Rom) war von April 69 bis zu seinem Tod im Dezember desselben Jahres Römischer Kaiser. Er war einer der vier Kaiser des Vierkaiserjahres in den Wirren des Bürgerkrieges nach Neros erzwungenem Suizid am 9. Juni 68. Der Kaiserbiograf Sueton beschreibt ihn als einen herrschsüchtigen Trunkenbold, der aufgrund seiner robusten Sprache großes Ansehen bei seiner Truppe besaß.

## Leben

### Familie und Aufstieg
Aulus Vitellius war Sohn des Lucius Vitellius (Konsul 34, 43 und 47), der an den Höfen der Kaiser Tiberius, Caligula und Claudius einflussreiche Positionen bekleidete, und der Sextilia. Aulus gehörte damit zu einer der führenden Familien der frühkaiserzeitlichen Senatsaristokratie, der gens Vitellia, und wurde bereits im Jahr 48 Konsul.
In erster Ehe war Vitellius mit Petronia verheiratet, wohl einer Tochter des Publius Petronius, der seinem Vater Lucius Vitellius in der Leitung Syriens folgte. Aus dieser Ehe stammte ein Sohn, Vitellius Petronianus, der auf einem Auge blind war. Die nicht unvermögende Petronia setzte ihn unter der Bedingung zum Erben ein, dass er aus der väterlichen Gewalt entlassen würde. Daher erklärte Vitellius ihn für mündig, „ließ ihn aber, wie man glaubt, bald darauf umbringen, indem er ihn noch dazu beschuldigte, dass er ihm selbst nach dem Leben getrachtet und dann das zu seinem verbrecherischen Vorhaben vorbereitete Gift aus Gewissensbissen selbst getrunken hätte“.
Dass sich Petronia bereits nach kurzer Zeit von dem Alkoholiker mit dem auffällig roten Gesicht getrennt hatte, konnte Vitellius nie verwinden. Noch Ende April 69 ließ Vitellius ihren zweiten Gatten Gnaeus Cornelius Dolabella heimlich ermorden. Vitellius selbst heiratete in zweiter Ehe Galeria Fundana, von der er einen Sohn, Vitellius Germanicus, und eine Tochter, Vitellia, hatte.
Unter Nero war er 60/61 Prokonsul der Provinz Africa, anschließend dort Legat unter seinem Bruder Lucius, der ihm als Statthalter nachgefolgt war. Anfang 62 nahm er am Prozess gegen Antistius teil. Ende 68 machte ihn Neros Nachfolger Galba zum Befehlshaber des Heeres in Niedergermanien.

### Kaisererhebung

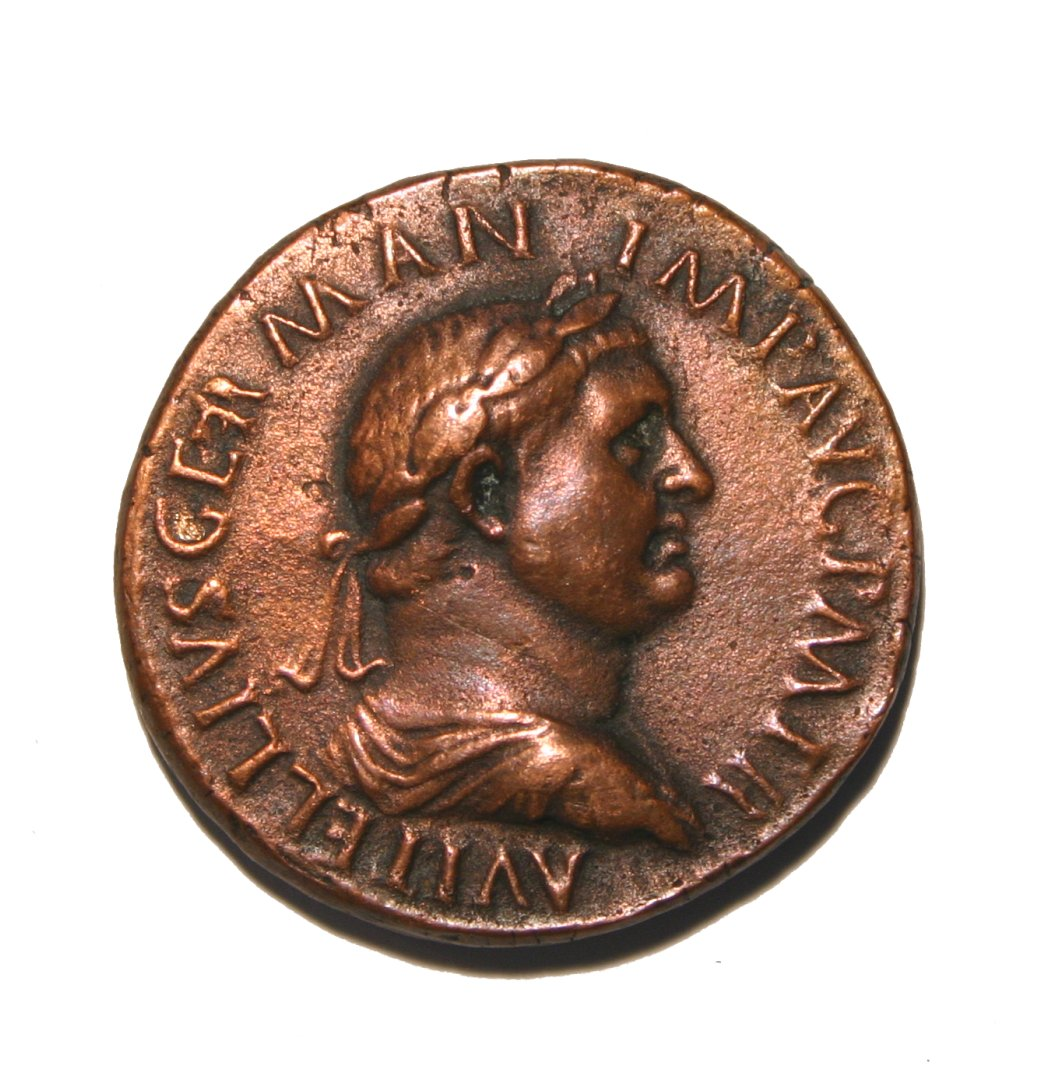
Münzporträt des Vitellius

Nach dem Aufstand des Gaius Iulius Vindex herrschte große Unzufriedenheit in der römischen Rheinarmee, da diese nach der Niederschlagung des Aufstands von Kaiser Galba nicht ausreichend bedacht worden war.
Vitellius nutzte die Gunst der Stunde und ließ sich am 2. Januar 69 von den germanischen Legionen in Colonia Claudia Ara Agrippinensium (Köln) zum Imperator ausrufen, wobei ihm das Schwert Gaius Iulius Caesars, das im Kölner Marstempel aufbewahrt wurde, als Symbol für seinen Machtanspruch überreicht wurde. Bei dieser Gelegenheit legte er sich auch den Beinamen Germanicus zu. Zusammen mit Vexillationen der britannischen Legionen marschierten Teile der am Rhein stationierten Truppen nach Italien. Der Abzug bedeutender Truppen sollte noch im Bataveraufstand desselben Jahres eine für die Römer sehr gefährliche Situation in Germanien herbeiführen.
Nach Überquerung der Alpen besiegten die Truppen des Vitellius unter seinen Feldherren Fabius Valens und Aulus Caecina Alienus die Legionen des in Rom herrschenden Otho in der Ersten Schlacht von Bedriacum. Otho tötete sich am 16. April selbst, als er die Nachricht von der Niederlage erhielt. Die Soldaten schworen Vitellius am 19. April Treue, kurz darauf präsentierte er in Lugdunum seinen gleichnamigen Sohn als Thronerben. Vitellius marschierte ohne Widerstand mit seinen Legionen nach Rom, wo ihn der Senat als Kaiser akzeptierte.

### Niederlage und Tod
In Rom bemühte sich Vitellius darum, die in Teilen von Bevölkerung und Garde noch immer vorhandene Anhänglichkeit an Nero auszunutzen, indem er eine große Trauerfeier für den getöteten Kaiser veranstaltete und auch dessen Kompositionen öffentlich aufführen ließ.
Gegen seine Machtübernahme regte sich dennoch heftiger Widerstand, insbesondere bei jenen Grenzheeren, die an Vitellius’ Erhebung im Gegensatz zur Rheinarmee nicht beteiligt gewesen waren und sich nun benachteiligt fühlten. So wurde Mitte des Jahres 69 Titus Flavius Vespasianus, der sich mit seinen Legionen in Judäa befand, durch jene zum Kaiser ausgerufen, nachdem er sich mit mehreren wichtigen Militärführern verständigt hatte. Vespasian erfreute sich einiger Sympathien im Heer, so dass sich schnell eine Streitmacht von fünf Legionen gegen Vitellius aufstellen ließ, die vor allem vom Donauheer gestellt wurde. In der Zweiten Schlacht von Bedriacum am 24. Oktober 69 wurden Vitellius’ Truppen entscheidend geschlagen, während sich Vespasian noch im Osten aufhielt.
Anschließend kam es in Rom zu heftigen Kämpfen. Vitellius, der zwischenzeitlich verkündet hatte, er wolle das Kaisertum aufgeben, aber zur Fortsetzung des Widerstands gedrängt worden war, wurde schließlich am 20. oder 21. Dezember 69 von den flavischen Truppen, die unter der Führung des Marcus Antonius Primus Rom einnahmen, aufgegriffen. Nach Sueton soll er sich in der Pförtnerkammer des Kaiserpalasts versteckt haben, deren Tür er verrammelte und außen einen Hund anband. Cassius Dio berichtet sogar, er soll sich in einem Hundezwinger versteckt haben. Er wurde auf der Gemonischen Treppe öffentlich vorgeführt, zu Tode gefoltert, am Haken durch Rom geschleift und in den Tiber geworfen. Viele seiner Anhänger fanden ebenfalls den Tod.